# Црквине (Конарево)
Црквине су археолошко налазиште у месту Конарево, западно од Краљева, на десној страни пута Краљево — Рашка, на старој речној тераси реке Ибар. Црквине (први равни део испод Конаревске косе) носе трагове времена из праисторије, антике и средњег века.

## Историјат
Феликс Каниц је забележио да су 7 km западно од Краљева, поред пута за Студеницу, уочени остаци римског насеља Јанок, на шта су скенули пажњу и каснији случајни каснији налази фрагментоване керамике, перла од стаклене пасте и сребрни новац Веспазијана.
Приликом експлоатација речног шљунка поред магистралног пута, 1988. године уништени су полуукопани објекти старчевачке културе и објекти који су датовани у старије гвоздено доба. Истраживања су показала да се ради о великом локалитету, који се простире са обронака Конаревске косе према нижој, алувијалној тераси Ибра (Конаревско поље). Површински материјал потиче од гвозденог доба (босутска култура, халштат и позни латен) до данашњих дана. Године 1997. пронађен је новчић римског цара Веспазијана, након чега почиње детаљније истраживање локалитета. Годину дана касније, велики земљани радови поред пута Краљево-Рашка довели су до откривања укопаних објеката типа земунице. Прикупљени материјал и земунице су означени као старчевачки. Ове земунице су касније, у периоду старијег гвозденог доба нивелисане и заједно са околним простором су коришћене као комуникације. Начин на који је керамички материјал украшен представља обележје фазе хоризонта босутске културе, означене као басараби стил.
Поред Веспазијановог новчића, од античког материјала на овом локалитету издваја се и перла цилиндричног облика од тамноплаве стаклене пасте са окцима. Огрлице од нанизаних перли овог типа постале су део моде у 3. веку, а датовање појединачних перли зависи од другог материјала са локалитета. Ова перла је пре свега значајна као додатни доказ о постојању римског насеља или некрополе на овом подручју. Године 2012. Народни музеј Краљево је путем откупа дошао у посед аплике Силена, која такође потиче са овог локалитета и датована је у 1. век.
Терен је испитан путем геоелектричног скенирања. Постављања је мреже од 29 профила, којом је покривена површина око 3000 m². Током испитивања је утврђено да се на овом подручју налазило насеље велике површине простирања са компактним, међусобно одвојеним инсулама. Током земљаних радова 2001. откривено је десетак објеката из неолита и касног гвозденог доба.